# Caterino Zeno
Caterino Zeno (Venise, avant 1450 – ...) est un voyageur et diplomate italien originaire de la république de Venise.

## Biographie
Sa date de naissance n'est pas connue mais on sait qu'il est fils d'un certain Dragone, marchand mort lors d'un voyage au Moyen-Orient. On sait qu'il a épousé Violante Crispo, apparentée, par voies collatérales, au sultan de Perse, Ouzoun Hassan, issu de la dynastie des Aq Qoyunlu.
En 1471, en vertu de cette parenté, il est envoyé à Tabriz afin d'enquêter sur une possible alliance entre la république de Venise et l'Empire perse contre la menace toujours présente de l'Empire ottoman. 
Après un séjour de plus d'un an en Perse, il est envoyé en Pologne où il rencontre le roi Casimir IV pour lui demander de s'allier avec Venise contre les Ottomans. En 1474, à son retour de Pologne, il est envoyé auprès du pape Sixte IV puis auprès de Ferdinand Ier de Naples toujours dans le but de former une alliance contre les Turcs.
Peu de choses sont connues, ni même la date de sa mort, sur les dernières années de sa vie, mais seulement qu'il fut appelé à faire partie du gouvernement de la Sérénissime.
Il écrit de nombreux récits de ses voyages et en particulier celui à la cour d'Ouzoun Hassan.